# Pittosporum brackenridgei
Pittosporum brackenridgei är en tvåhjärtbladig växtart som beskrevs av Asa Gray. Pittosporum brackenridgei ingår i släktet Pittosporum och familjen Pittosporaceae. Inga underarter finns listade.